# Arnéguy
Arnéguy (baskisch: Arnegi) ist eine französische Gemeinde mit 238 Einwohnern (Stand 1. Januar 2022) im Département Pyrénées-Atlantiques in der Region Nouvelle-Aquitaine. Sie gehört zum Arrondissement Bayonne und zum Kanton  Montagne Basque (bis 2015: Kanton Saint-Jean-Pied-de-Port).

## Geografie
Das Pyrenäendorf liegt an der Grenze zwischen Frankreich und Spanien am namengebenden Fluss Nive d’Arnéguy und ist mit dem spanischen Weiler Harchies direkt verbunden. Zur Ortschaft gehören auch die Weiler Ondarolle, Udirinia und Zelzaneko Bordak.

## Geschichte
Während der Besetzung Frankreichs im Zweiten Weltkrieg begann bei Arnéguy die Demarkationslinie, die das Land in eine besetzte und eine unbesetzte Zone teilte.

## Wirtschaft und Infrastruktur
Die Hauptstraße, die auf französischem Staatsgebiet die Bezeichnung «D 933» trägt, führt im Dorf über die Landesgrenze.
Arnéguy verfügt über eine Grundschule. Weitverbreitet ist die Landwirtschaft, die für die Produktion von Schafskäse bekannt ist. Auch der Tourismus spielt eine wichtige Rolle. Die Gegend verfügt über ein gut ausgebautes Netz von Wanderwegen.

## Sehenswürdigkeiten
- Haus Mikelainea aus dem 18. Jahrhundert
- Altes Pfarrhaus
- Bauernhöfe Erramunenea, Estebenea und das Haus Handienea aus dem 19. Jahrhundert
- Kirche Mariä Himmelfahrt aus dem 19. Jahrhundert